# روب تايلور
روب تايلور (بالإنجليزية: Rob Taylor)‏ (16 يناير 1985 في المملكة المتحدة - ) هو لاعب كرة قدم بريطاني في مركز الظهير. لعب مع بورت فايل ونادي ترانمير روفرز لكرة القدم ونادي كيدرمينستر هاريرز لكرة القدم ونادي مانسفيلد تاون ونونيتون بورو ‏ ونادي سوليهول لكرة القدم وEvesham United F.C. ‏ وRedditch United F.C. ‏.

## وصلات خارجية
- روب تايلور على موقع قاعدة بيانات كرة القدم.إي يو (الإنجليزية)
- روب تايلور على موقع Soccerbase.com (لاعب) (الإنجليزية)